# Новогражданская
Новогражданская — станица в Выселковском районе Краснодарского края. Входит в состав Новомалороссийского сельского поселения.

## География
Станица расположена по берегам реки Бейсуг и её притоков Тарапанка и Сухая Тарапанка, в степной зоне, в 7 км юго-восточнее центра сельского поселения — станицы Новомалороссийской, в 25 км к востоку от станицы Выселки и в 100 км к северо-востоку от Краснодара. Высота центральной части станицы над уровнем моря 77 метров.
В станице выделяются Центр и хутора Белый ключ (южная окраина), Балка (юго-западная окраина), Гречишкин (восточная окраина) и Партизанский (северная окраина).

## История
Хутор Новогражданский основан в 1921 году, не позже 1946 года преобразован в станицу.

## Население
| 2002 | 2010  | 2021 |
| ---- | ----- | ---- |
| 1301 | ↘1110 | ↘812 |